# Robert Lowe (wokalista)
Robert Lowe – amerykański wokalista. Swoją karierę rozpoczął w 1988 roku, kiedy został frontmanem zespołu Solitude Aeturnus, zastępując Krisa Gabehardta. W późniejszym czasie rozpoczął pisanie tekstów piosenek. W ciągu szesnastu lat Lowe nagrał z Solitude Aeturnus siedem albumów, dwa dema i jeden split. Wziął też udział w nagrywaniu płyty The Living Waters zespołu Last Chapter w roku 1997.
W 2007 Lowe usłyszał propozycję dołączenia do Candlemass. Zastąpił on Messiaha Marcolina. Wraz ze szwedzkim gigantem doom metalu nagrał trzy albumy: King of the Grey Islands, Death Magic Doom oraz minialbum Lucifer Rising. W roku 2007 Lowe zaśpiewał w zespole Concept of God, a w 2008 gościnnie wystąpił w utworze „In the Fathoms of Wit and Reason” zespołu Funeral. Robert Lowe aktualnie występuje w dwóch zespołach: Solitude Aeturnus oraz Concept of God.

## Dyskografia
| Rok  | Zespół            | Album                        | Instrument                                                   |
| ---- | ----------------- | ---------------------------- | ------------------------------------------------------------ |
| 1991 | Solitude Aeturnus | Into the Depths of Sorrow    | śpiew, instrumenty klawiszowe                                |
| 1992 | Solitude Aeturnus | Beyond the Crimson Horizon   | śpiew, instrumenty klawiszowe                                |
| 1994 | Solitude Aeturnus | Through the Darkest Hour     | śpiew, instrumenty klawiszowe                                |
| 1996 | Solitude Aeturnus | Downfall                     | śpiew, instrumenty klawiszowe                                |
| 1997 | Last Chapter      | The Living Waters            | śpiew                                                        |
| 1998 | Solitude Aeturnus | Adagio                       | śpiew                                                        |
| 2006 | Solitude Aeturnus | Alone                        | śpiew                                                        |
| 2007 | Solitude Aeturnus | Hour of Despair [DVD]        | śpiew                                                        |
| 2007 | Candlemass        | King of the Grey Islands     | śpiew                                                        |
| 2007 | Concept of God    | Visions                      | śpiew                                                        |
| 2008 | Candlemass        | Lucifer Rising               | śpiew                                                        |
| 2008 | Funeral           | As the Light Does the Shadow | śpiew (gościnnie w utworze In the Fathoms of Wit and Reason) |
| 2009 | Candlemass        | Death Magic Doom             | śpiew                                                        |
| 2010 | Candlemass        | Ashes to Ashes (Live album)  | śpiew                                                        |
| 2012 | Candlemass        | Psalms for the Dead          | śpiew                                                        |